# 库斯托夫
库斯托尔夫是德国梅克伦堡-前波莫瑞州的一个市镇。总面积15.02平方公里，总人口782人，其中男性408人，女性374人（2011年12月31日），人口密度52人/平方公里。